# Všebořice (Ústí nad Labem)
Všebořice (dříve německy Schöbritz) jsou částí statutárního a krajského města Ústí nad Labem v České republice, spadající pod městský obvod Ústí nad Labem-město. Nachází se na severozápadním okraji Ústí nad Labem na patě Střížovického vrchu. V roce 2011 zde trvale žilo 3 110 obyvatel.
Všebořice je také název katastrálního území o rozloze 7,33 km². Všebořice leží i v katastrálním území Tuchomyšl o rozloze 5,76 km².

## Historie

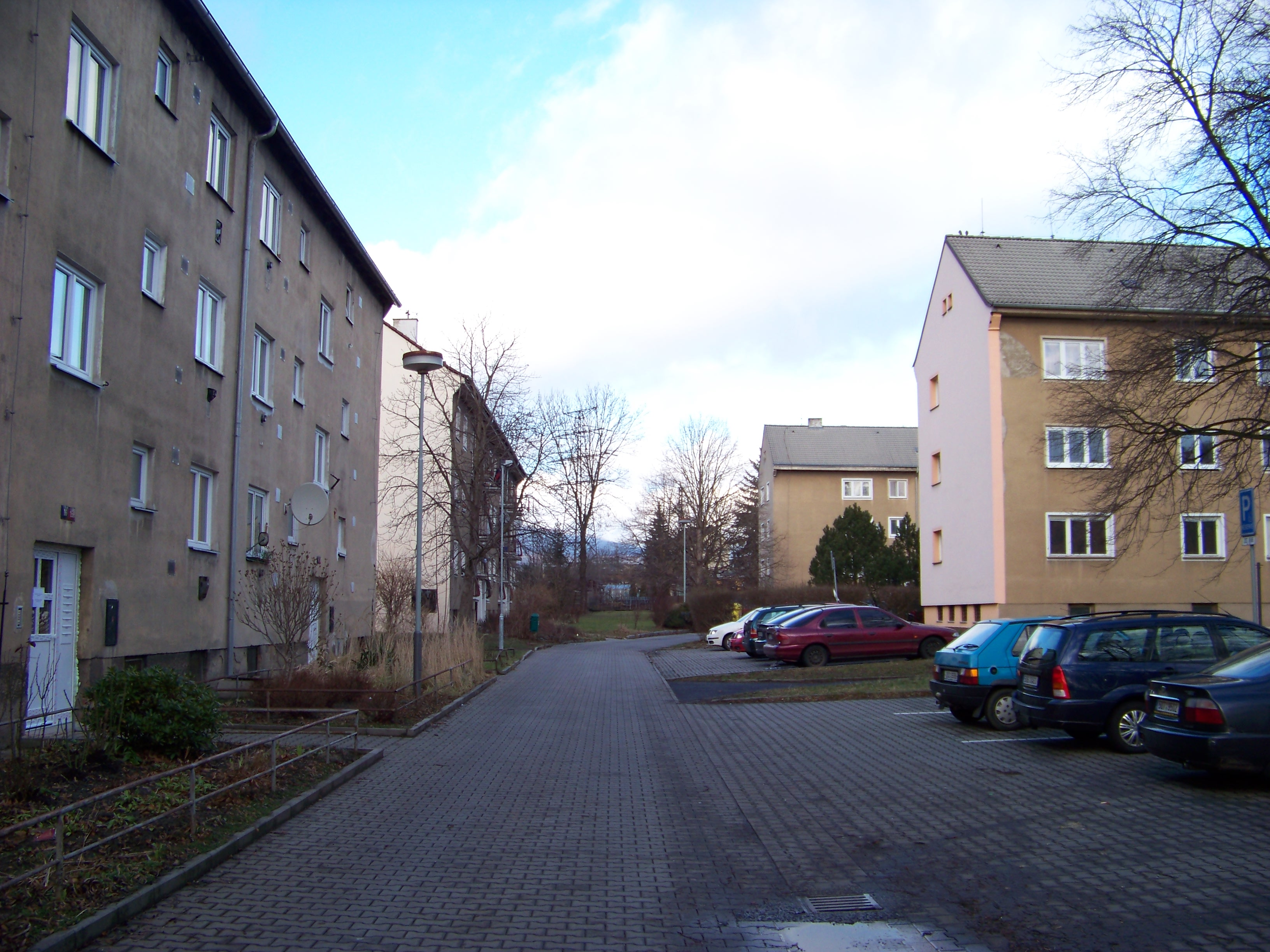
Hornické domy z 50. let

První písemná zmínka o tomto místě pochází z roku 1300.. Pravděpodobně byly Všebořice založené již v půlce 12. století a jejich původní tvar byl okrouhlý s návsí ve středu. V zmínce z roku 1352 se píše o tvrzi s kostelem. Do roku 1363 sem spadala i vedlejší obec Bukov, ale ve zmíněném roce získala samostatnost. Dnešní čtvrť se dále rozvíjela a kolem roku 1400 ji tvoří kromě tvrzi panský dvůr a čtyři  usedlosti. O rok později přibyly pod Všebořice i nedaleké vsi Žďárek a Strážky, následně roku 1429 i Dělouš, Kamenice, Podhoří a Roudníky. Tento celkový majetek poté odkoupil Jan z Lungwitz z Jílového společně s Chuderovem. Pod jednou správou ovšem všechny obce vydržely jen do jeho smrti, následně byly rozděleny mezi jeho syny.
V druhé polovině 16. století je opět spojil Wolf Soldan ze Štampachu u Chebu a přikoupil od císaře Rudolfa II. další vesnice, jimiž byly Knínice, Slavošov, Zadní Telnice, Větrov a Habartice. Kromě značného území také pro Všebořice nechal postavit kolem roku 1590 renesanční zámek. Roku 1609 umírá a jeho syn mu nechal vytvořit náhrobek v místním kostele, který byl při pozdější přestavbě přemístěn na vnější zeď. Před Bitvou na Bílé hoře se ve Všebořicích nacházel poplužní dvůr s tvrzí, pivovar, ovčín, vinice, chmelnice a 14 dalších usedlostí. Majitelem zůstávali Štampachové a sídlili střídavě ve Všebořicích a na Bukově. Po roce 1620 jim byl ovšem majetek zkonfiskován a přidělen jinému rodu. O 20 let později Alexander Regnier z Bleilebenu na Soběchlebech připojuje ke Všebořicím obce Bánov, Habrovice a opět připojuje Bukov. Od roku 1655 se opět střídá řada rodů ve vlastnictví Všebořic a roku 1680 vypuká vzpoura obyvatelstva, které bylo nespokojené z množství vojenských tažení přes jejich obydlí. Ta je následně vojensky potlačena. Koncem 17. století, přesněji v roce 1694 je dokončen nový barokní kostel svatého Mikuláše (od roku 2018 užíván českou pravoslavnou cirkví) na místě předchozího gotického kostela. Jeho vybavení se zařizovalo dalších třicet let a vydrželo až do poslední přestavby roku 1858. Počátkem 18. století je zdejší panský dvůr patrový, nestejnoměrně obdélníkový rozdělený na obytnou a hospodářskou část. Ve dvoře se nacházela valená klenba s lunetami a obytná část měla taktéž valenou klenbu tentokráte plackami. Roku 1717 přibyla k hřbitovu barokní budova márnice. O 7 let později panství kupují hrabata Hartigové, které ho spojují s Březnicí (dnešním Krásným Březnem) a vzniká jedno panství, které vydrželo až do roku 1865. V roce 1740 je objeveno náhodou uhlí v oblasti Všebořic a začalo se zde těžit. Půda byla výhodně rozprodána a v obci se nacházelo i horní ředitelství. Do těžby se zapojil i tehdejší vlastník všebořického panství z rodu Ledebourů Adolf. Tou dobu zde bylo 8 dolů, které byly později zavřeny pro nedostatečnou kvalitu těženého paliva.

V 19. století držel panství Všebořice a Krásné Březno hraběcí rod Ledebourů a obyvatelstvo se postupně měnilo ze zemědělců na dělníky. Tou dobu se stavěly i Nové Všebořice kolem dnešní Masarykovy třídy a roku 1871 je postavena škola pro dvě třídy. Začátkem 20. století Všebořicemi začala projíždět tramvaj číslo 1 na trati do Telnice. Také zde jezdila černá uhelná tramvaj která z dolu Pankrác v Dělouši vozila uhlí do elektrárny na Špitálském náměstí. Do roku 1935 zde také fungoval pivovar. Od obsazení říší byla obec spojena s městem Ústí nad Labem podobně jako řada dalších. Po válce opět nabyla samostatnost až do roku 1963, kdy byly Všebořice definitivně připojeny a tehdy novým bukovským sídlištěm i stavebně propojeny se zbytkem města. Zároveň od 50. let probíhala výstavba nejdříve v ulici Hornické domy v počtu 152 bytů a později v 80. letech celé menší sídliště s 1 234 byty. Autory tohoto celku jsou Jiří Fojt a Jaroslav Franěk, kteří se podíleli i na centru občanské vybavenosti ve Všebořické. V této době byl zlikvidován renesanční zámek, který mohl být následován tou dobou značně chátrajícím kostelem. Po revoluci se počítalo s celkovým rozvojem Všebořic, byly vypracovány plány zástavby, ale postaveno bylo nakonec pouze několik různě velkých obchodů. 

### Internační a nápravný tábor
Po skončení druhé světové války zde vznikl internační tábor pro německé obyvatelstvo, které mělo být odsunuto. První záznamy pochází z června roku 1945, kdy zde bylo 296 lidí. Nejdříve sem byli posíláni lidé neorganizovaně, až později se zavedl systém. Internováni byli lidé domnělé německé národnosti například za spolupráci s předchozí správou, veřejné hajlování, "šmelinu" ale i například návštěvu kina či hlučné chování. Kromě Němců se zde však nacházeli i příslušníci jiných národností například Rumuni, Jugoslávci nebo i jeden Švýcar. Kvůli zmatkům s národností dokonce několikrát byla správa tábora dotazována, zda se zde nenachází i sovětští občané. Dohromady bylo zatčeno přes 5 500 lidí. V táboře byly hrůzné podmínky příliš nelišící se od podmínek v zajateckém táboře, který zde byl za války. Až zásahem z nejvyšších státních pozic a nátlakem mezinárodních organizací se zlepšily. Do konce roku 1945 zde zemřelo 286 osob vlivem podvýživy, ubitím, zastřelením nebo vlivem epidemie tyfu[nepřesný odkaz] a úplavice na konci roku.
Prostory tábora byly využity i po úplném vysídlení německého obyvatelstva v roce 1948. Byl zde zřízen tábor pro "podvratné živly" nově směřující republiky, výhradně pro muže. O zařazení do tábora nerozhodoval soud nýbrž soudní komise okresního národního výboru v Ústí. Ten poté vylepoval listy se jmény vězněných nazvané "Pranýř" po ústeckých ulicích. O rok později tábor spravoval krajský národní výbor, avšak podmínky se nijak nezměnily, k zadržení stačilo rozhodnutí příslušníka státní bezpečnosti či komunistického funkcionáře. Vězni pracovali v uhelném dole 5. května v Trmicích, kam jezdily speciálně upravenou tramvají. Tábor fungoval až do roku 1951.

## Obyvatelstvo
Při sčítání lidu v roce 1921 zde žilo 866 obyvatel (z toho 424 mužů), z nichž bylo 41 Čechoslováků, 814 Němců a jedenáct cizinců. Až na patnáct evangelíků a 22 lidí bez vyznání se ostatní hlásili k římskokatolické církvi. Podle sčítání lidu z roku 1930 měla vesnice 812 obyvatel: 52 Čechoslováků, 739 Němců a 21 cizinců. Převažovala římskokatolická většina, ale 33 lidí patřilo k evangelickým církvím, dva k jiným nezjišťovaným církvím a 47 jich bylo bez vyznání.
| Rok            | 1869 | 1880 | 1890 | 1900 | 1910 | 1921 | 1930 | 1950 | 1961 | 1970 | 1980 | 1991 | 2001 | 2011 |
| -------------- | ---- | ---- | ---- | ---- | ---- | ---- | ---- | ---- | ---- | ---- | ---- | ---- | ---- | ---- |
| Počet obyvatel | 1444 | 1574 | 1799 | 2224 | 2662 | 2696 | 2912 | 2094 | 2776 | 4259 | 884  | 3640 | 3387 | 3110 |
| Počet domů     | 202  | 218  | 226  | 242  | 287  | 312  | 366  | 481  | 439  | 415  | 134  | 143  | 142  | 163  |

| Rok            | 1787 | 1830 | 1869 | 1880 | 1890 | 1900 | 1910 | 1921 | 1930 | 1944 | 1950 | 1961 | 1970 | 1980 | 1991 | 2001 | 2011 |
| -------------- | ---- | ---- | ---- | ---- | ---- | ---- | ---- | ---- | ---- | ---- | ---- | ---- | ---- | ---- | ---- | ---- | ---- |
| Počet obyvatel | -    | 274  | 512  | 492  | 611  | 718  | 883  | 866  | 812  | 820  | 562  | 1182 | 3177 | 811  | 3640 | 3387 | 3110 |
| Počet domů     | 22   | 46   | 69   | 71   | 74   | 83   | 100  | 108  | 115  | 144  | 142  | 145  | 192  | 115  | 143  | 142  | 163  |

## Pamětihodnosti
- Kostel sv. Mikuláše – původně barokní kostel se nachází v ulici Pod vodojemem a je jako celý areál i s ohradními zdmi chráněn jako nemovitá kulturní památka.[18] Původně se zde nacházela i barokní lichoběžníková budova márnice, avšak ta se nedochovala. Kostel řadu let nesloužil svému účelu, byl využíván jako skladiště firmou, která ho rekonstrukcí zachránila v 90. letech. [19] V roce 2018 byl darován Ústeckým katolickým arciděkanstvím místní pravoslavné farnosti, která zde koná bohoslužby a kostel postupně opravuje.[20]
- Boží muka – v místě křižovatky ulic Masarykova a Plynárenská. Chráněny jako kulturní památka od roku 1958.[21] V blízkosti stojí kamenný krucifix z konce 19. století.
- Socha sv. Prokopa – v ulici Pod vodojemem, v zahradě domu čp. 37. Jedná se o kulturní památku.[22]

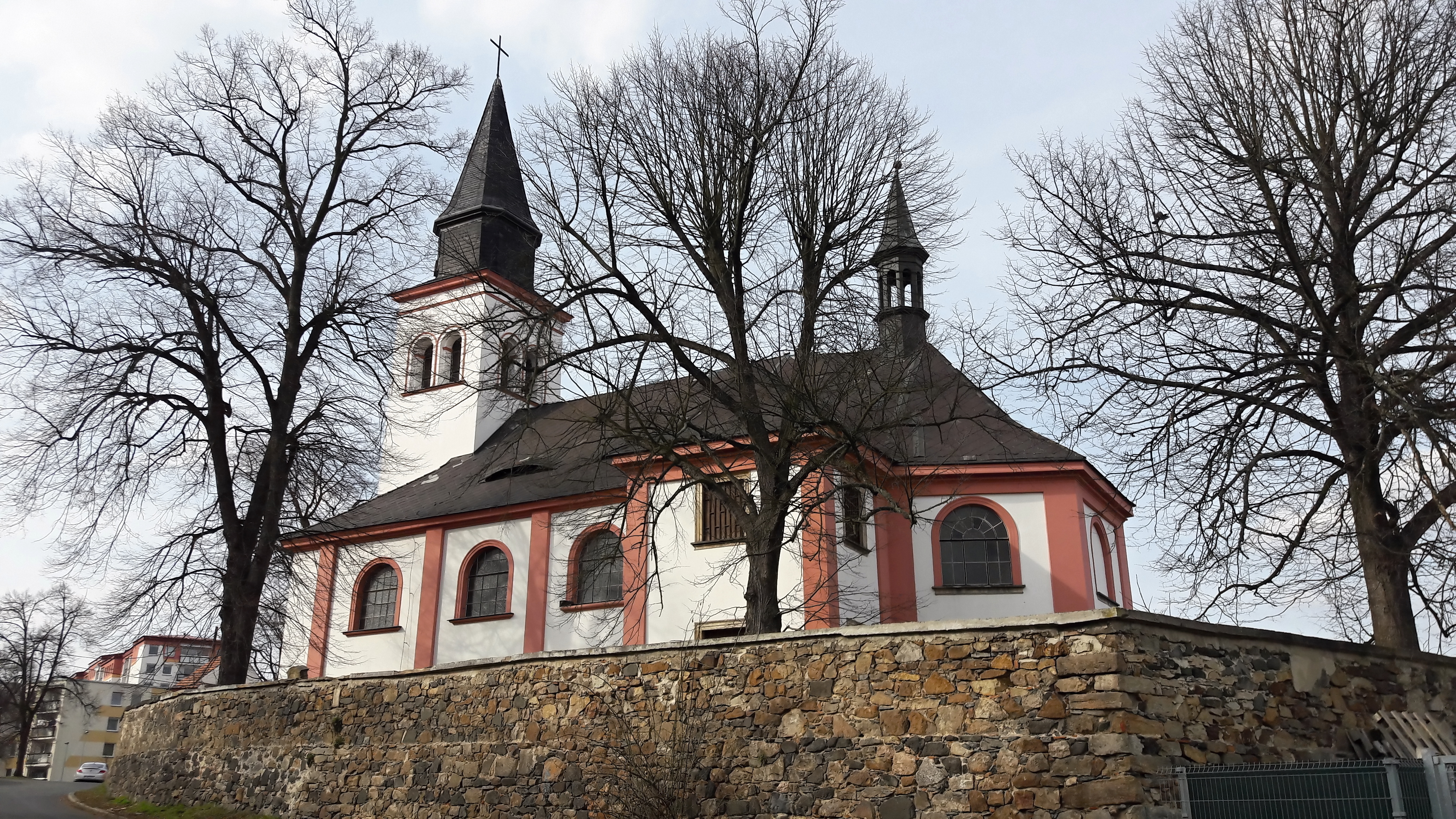
Kostel sv. Mikuláše ve Všebořicích
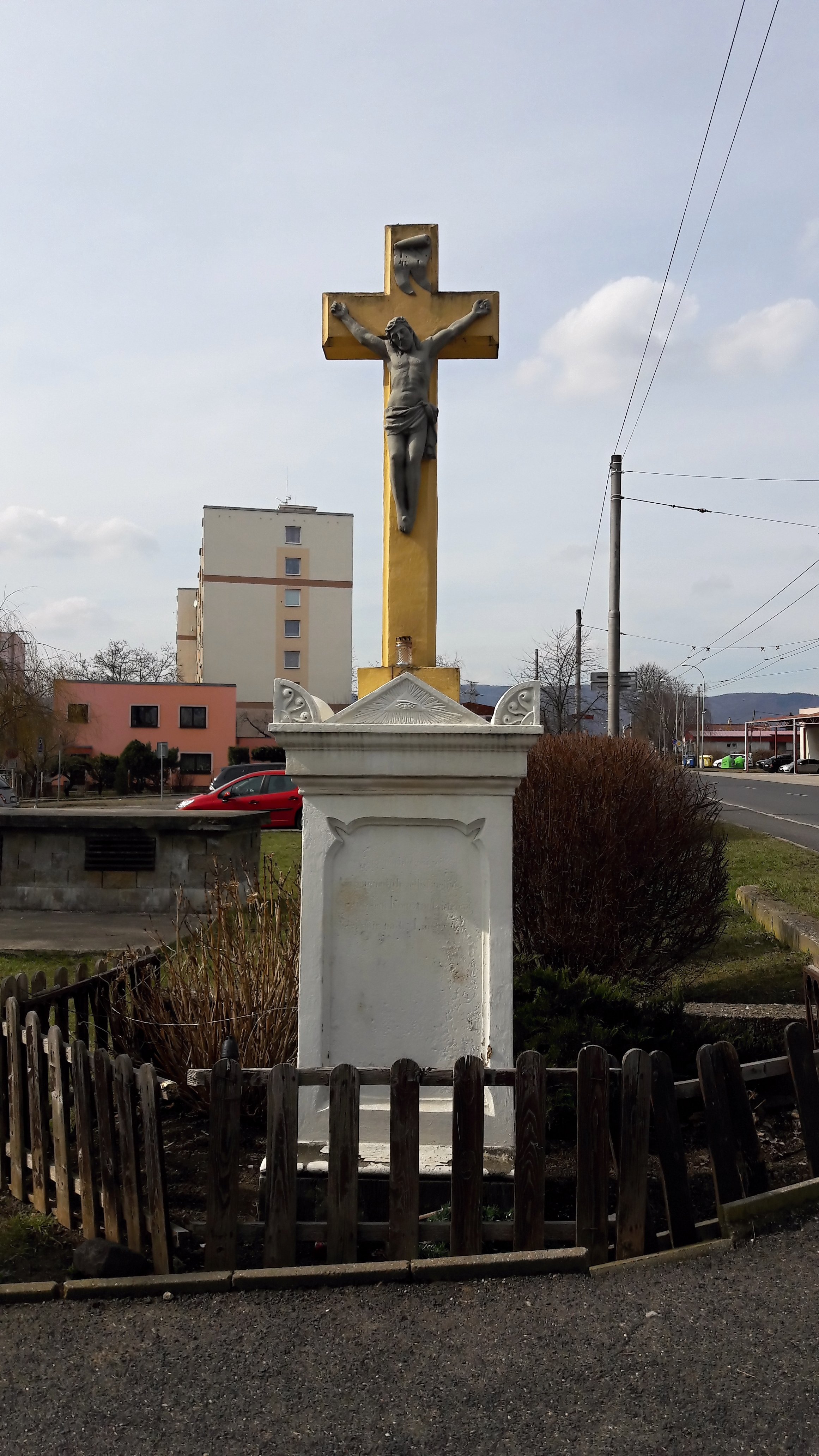
Krucifix na Masarykově třídě
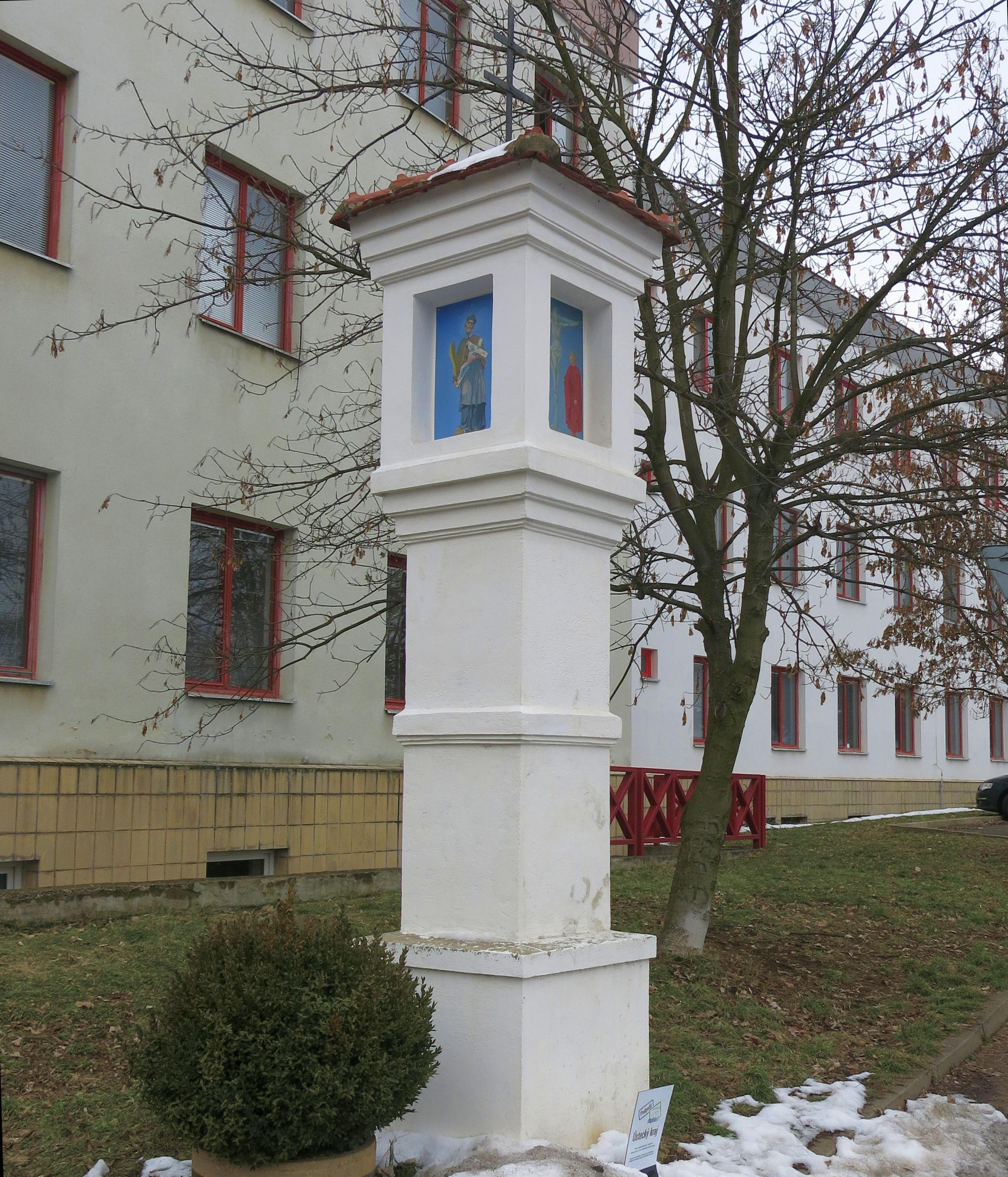
Boží muka u hasičské zbrojnice na rohu ulic Plynárenská a Masarykova
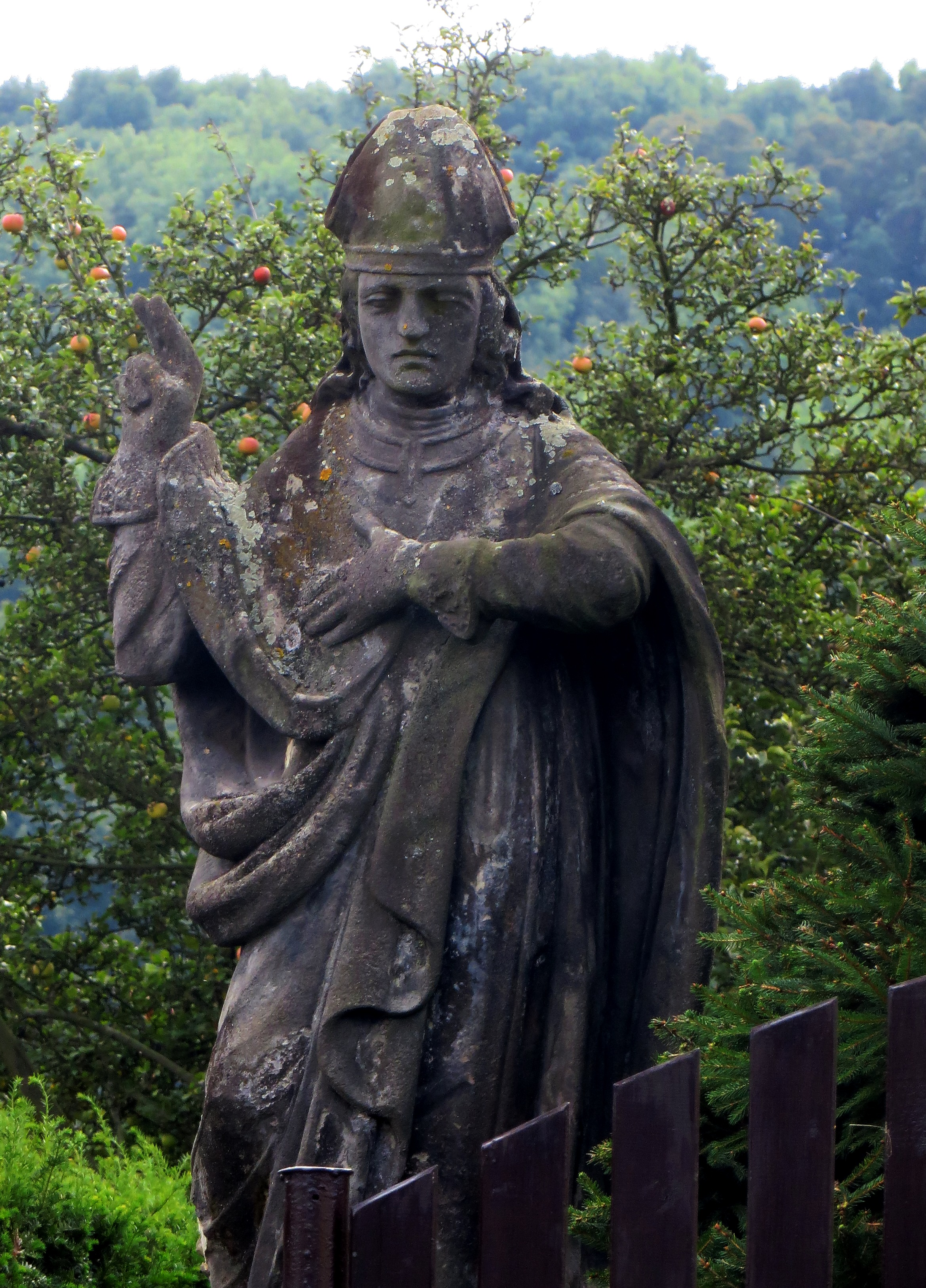
Socha sv. Prokopa

## Zámek

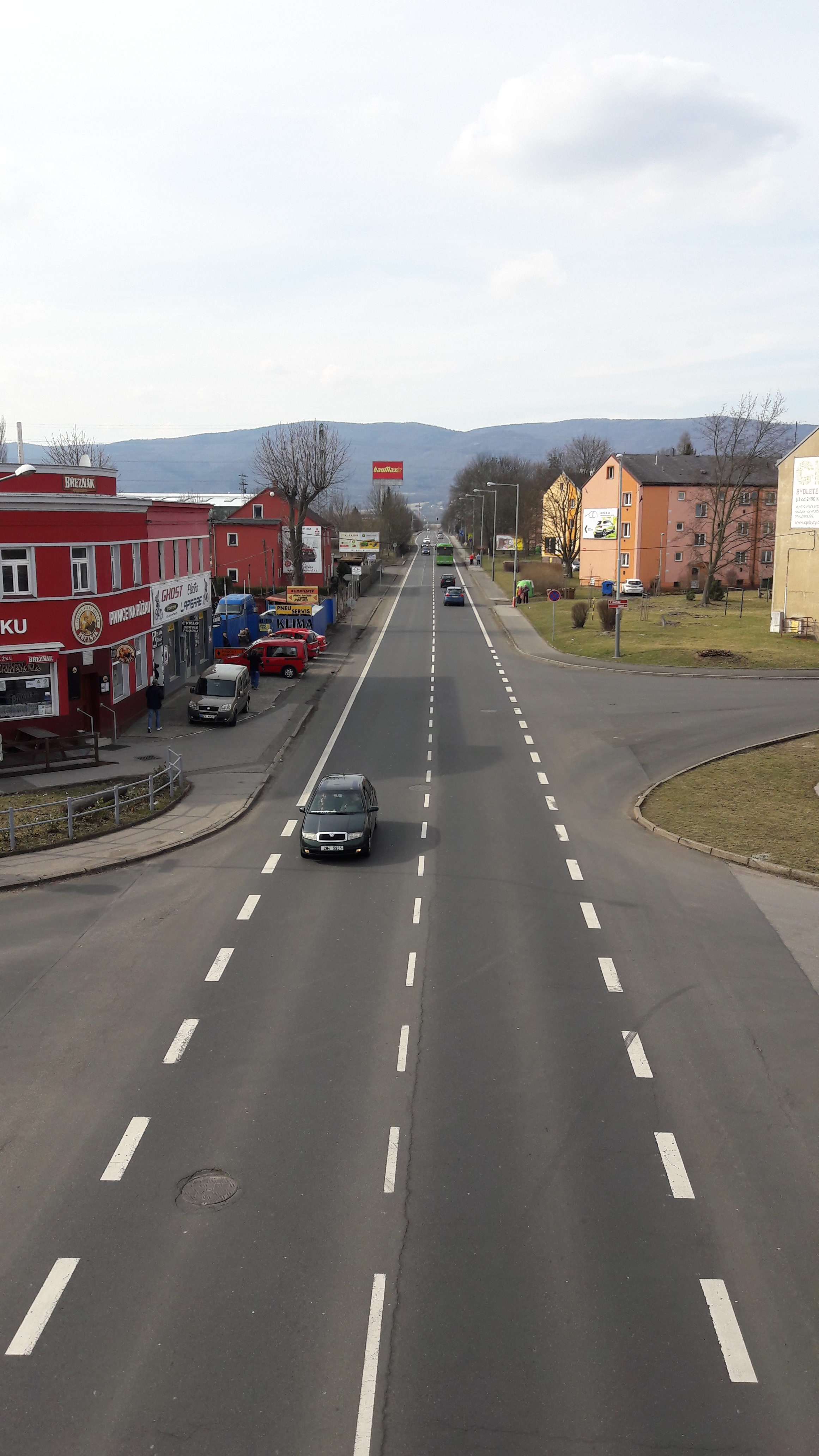
Všebořická směrem na Chlumec a dálnici D8

Renesanční zámeček ve Všebořicích byl vystavěn na základech tvrze roku 1590 Volfem Soldanem ze Steinpachu. Měl nesymetricky obdélníkový tvar a byl patrový s půlkruhovým portálem. V 19. století patřil hraběti Adolfu Ledebourovi. Byl osídlen jen příležitostně, nebyl spravován a začal chátrat. Zbourán byl v 70. letech 20. století kvůli výstavbě sídliště Spartakiádní. Přímo na jeho místě byl postaven panelový dům.V místě rybníčku teď stojí dětské hřiště. Po rybníčku tu zůstal jen středový podstavec na kterém kdysi stála soška. 

## Služby
Ve Všebořicích se nachází řada obchodů nebo přímo menších obchodních zón soustředěných kolem ulice Všebořická. V roce 2018 se jednalo o supermarkety Lidl, Kaufland, hobbymarket Baumax, obchod s elektronikou Okay, obchod s nábytkem Möbelix a několik dalších menších prodejen. Funguje zde také obchodní centrum Všebořice, podle kterého je pojmenovaná i zdejší zastávka. Vystavěno bylo pro řetězec Carrefour, později bylo společně s řadou dalších obchodů hlavním nájemcem Tesco, které zde v roce 2015 skončilo a následoval jej i zbytek obchodního centra. Objevily se plány na využití pro hazard podporované vedením města, ale bylo od nich upuštěno a centrum zůstalo několik let prázdné.  V roce 2019 v něm byl otevřen velkoobchod vietnamského řetězce Tamda foods. 

## Doprava
Hlavní dvě ulice Všebořic jsou Masarykova třída zakončená zdejší trolejbusovou vozovnou dopravního podniku a Všebořická vedoucí od bukovského rondelu až k dálnici D8, dále pak do Chlumce. Tato ulice je součástí evropské silnice I/30.
Hromadnou dopravu zajišťuje dopravní podnik města Ústí nad Labem. V roce 2018 byla čtvrť obsluhována trolejbusovými linkami čísel 54, 56 a autobusovou linkou 16 na Masarykově třídě a autobusovými linkami čísel 5, 11 a 18 na Všebořické.
V části bývalé obce Podhoří se nachází vnitrostátní neveřejné letiště provozované Aeroklubem Ústí nad Labem.